# Chitrellina chiricahuae
Chitrellina chiricahuae är en spindeldjursart som beskrevs av William B. Muchmore 1996. Chitrellina chiricahuae ingår i släktet Chitrellina och familjen spinnklokrypare. Inga underarter finns listade i Catalogue of Life.